# Campionati asiatici di badminton 2002
I Campionati asiatici di badminton 2002 si sono svolti a Bangkok, in Thailandia. È stata la 21ª edizione del torneo, organizzato dalla Badminton Asia.

## Podi
| Evento              | Oro                       | Argento                                    | Bronzo                                          |
| Singolare maschile  | Sony Dwi Kuncoro          | Taufik Hidayat                             | Chen Hong                                       |
| Singolare maschile  | Sony Dwi Kuncoro          | Taufik Hidayat                             | Xia Xuanze                                      |
| Singolare femminile | Zhou Mi                   | Zhang Ning                                 | Xiao Luxi                                       |
| Singolare femminile | Zhou Mi                   | Zhang Ning                                 | Wang Chen                                       |
| Doppio maschile     | Ha Tae-kwon Kim Dong-moon | Candra Wijaya Sigit Budiarto               | Pramote Teerawiwatana Tesana Panvisvas          |
| Doppio maschile     | Ha Tae-kwon Kim Dong-moon | Candra Wijaya Sigit Budiarto               | Tri Kusharjanto Halim Haryanto                  |
| Doppio femminile    | Zhang Jiewen Yang Wei     | Gao Ling Huang Sui                         | Saralee Thungthongkam Sathinee Chankrachangwong |
| Doppio femminile    | Zhang Jiewen Yang Wei     | Gao Ling Huang Sui                         | Wei Yili Zhao Tingting                          |
| Doppio misto        | Zhang Jun Gao Ling        | Khunakorn Sudhisodhi Saralee Thungthongkam | Wang Wei Zhao Tingting                          |
| Doppio misto        | Zhang Jun Gao Ling        | Khunakorn Sudhisodhi Saralee Thungthongkam | Tri Kusharjanto Emma Ermawati                   |